# 越南人民军
越南人民军，越南官方亦称越南人民军队（越南语：／，發音：[kwən˧˧ ʔɗoj˧˨ʔ ɲən˧˧ zən˧˧ viət̚˧˨ʔ naːm˧˧]），是越南社会主义共和国的武装力量。越南人民军由陆军、海军、空军及边防军与信息司令部和陵寝保卫部所组成。根据越南宪法规定，名义上的最高军事决策机关是由国家主席领导的国防与安全委员会，但在“党指挥枪”的原则下，越南共产党中央军事委员会拥有实际上的全军最高统帅权，並由越共中央总书记领导，通过国防部指挥全军。

## 历史
1940年维希法国成立，日本进占印度支那背景下，1941年5月10日，印支共中央八次会议在高平省河广县北坡村召开，决定进一步扩大民族独立游击战争，与国际反法西斯运动结合起来，成立“越南独立同盟会”(简称“越盟”)，以统战越南其他革命团体。太平洋战争爆发后，蒋介石默许胡志明率领越盟总部驻广西边境。
1944年11月豫湘桂会战日军从越南、广东、湖南三个方向夹击广西，胡志明趁在北越的日军空虚，与武元甲率领200名越盟返回越南，1944年12月22日在高平省原平县密林中整编为“越南解放军宣传队”，并于1945年8月日本投降前夕发展为拥有6万名武装人员的越盟军（其中大部分是训练较差的民兵），这一天由此被定为越南的首个建军节。越盟在宣光省新潮召开会议，选出以胡志明为主席的民族解放委员会和以武元甲为主席的起义委员会，决定趁势发动八月革命，在盟军开进越南前从日军手里夺取全国政权。8月16日，越盟军攻克太原，揭开起义序幕。8月19日，河内起义成功。8月27日，越南国民大会决定成立越南民主共和国临时政府，推举胡志明为主席。9月2日，胡志明代表临时政府在河内巴亭广场庆祝大会上宣读《独立宣言》，宣告越南民主共和国成立，并废黜日军扶植的阮朝末代国王保大。
由于越南曾沦为日本殖民地长达五年之久，有少部分投降后的日军官兵以个人身份加入越盟军后被编入当时新成立不久的广义陆军士官学校，成为初期的种子教官，代表人物为该校首任教务长、原日军第38军团55师团参谋石井卓雄；而大量在日军中服役过的越南人则成建制的加入先后受日、法两国扶持的南方越南国政权，成为越南国军（越南共和国军的前身）的骨干力量，代表人物为日本宪兵队出身的程明世。这一点与同为日本殖民地的朝鲜半岛南北双方类似。而现代的越南人民军则是在中华人民共和国成立后由中国军事顾问和教官一手组建并训练的。1950年8月28日，经中国人民解放军提供的全套苏式装备与三个月的整编训练，正式成立第一支正规主力308师，这一天被定为越南人民军的新建军节，而原建军节即1944年12月22日则被定为创建第一支革命武装力量解放军宣传队/越盟军的纪念日（与拥有两个纪念日的朝鲜人民军相同）。由于时年中国人民解放军拥有200余个野战师番号，为避免与解放军的野战步兵师番号重合而造成不便，越军新组建的步兵师从此均采用300以上的数字为番号。
越南人民军历经抗日、抗法、抗美及解放南方（并称“祖国解放战争”）、柬越战争、中越戰爭等战争，不断发展壮大。现由陆军、海军、空軍、边防部队等力量组成。陆军自建军之初即已组建，目前不设专门的司令部，其编成为军区、兵种合成军和炮兵、装甲兵、工兵、通信兵、化学兵、特工等兵种，以及国防部直属单位。海军成立于1955年5月7日，现编成各个海军沿海区。1963年10月22日防空军与空军合并成防空空军，下辖若干防空师和航空师。边防部队成立于1959年3月3日。除了正规军外，越军也有一支规模超过20,000人的特工队，专门从事侦察和敌后游击战。该部前身为1952年成立的中国人民解放军第13集团军37师侦察教导队，主要队员为越南人，干部为37师各侦察连中抽调的侦察骨干。该部于1954年奠边府战役中成功袭击法军两个野战机场、切断法军补给线。奠边府战役结束后，该部正式划拨越南人民军（与1945年后以中国人和朝鲜人为主的苏军远东方面军第88旅划拨东北民主联军、1949年中国人民解放军第四野战军四个朝鲜族师划拨朝鲜人民军类似）。该部绝大多数干部为昆明陆军军官学校侦察专业和桂林陆军特种作战学校毕业，少部分在朝鲜接受地雷、陷阱、地道战等专门科目的训练。进入1960年代越战全面爆发时，特工队装备精良，队员人均一支中国制64式微声冲锋枪、64式/67式微声手枪和匕首枪，亦装备各式诡雷和弓弩等暗器，给对手造成极大损失。
在法越战争（1946年－1954年）期间，越南人民军常被称为“越盟”（事实上自1950年建军起就已被正式定名为“人民军”）。在越南战争（1959年－1975年）期间，该军则被称作“北越军队”或“越南人民军”。以与南方的越南南方民族解放阵线（又称“越共”）区别，但两者均服从统一机构的指挥。根据越南的官方历史，越南南方民族解放阵线是越南人民军的分支。
1961年越南劳动党成立中央军事委员会作为最高军事决策机关，中央军委共有14人组成：黎笋、武元甲、阮志清、阮威程、文进勇、陈国桓、朱文晋、双豪、黄文太、黎光道、陈文茶、陈贵海、阮文永、陈度。

## 军衔设置
由于建军初期曾深受日本占领军的影响，越南人民军的前身越盟军在1948年曾推出日军式军衔，将、校、尉官均设为三级。1950年8月在中国的支持下正式成立越南人民军后，于1958年在中国驻越军事顾问的帮助下颁布《越南人民军军官服役条例》，仿照苏联式的中国人民解放军1955年军衔体系重新授衔，设有大将、大校和大尉等军衔，即将、校、尉官均设为四级。1982年除将官保留四级不变之外，校官和尉官均恢复了1948年的军衔设置。1990年校官和尉官又重新恢复了1958年的军衔设置。虽然越军在体制上采用模仿自中国人民解放军的苏式军衔制度，但仍沿用日军的称谓，如校官、尉官和士官合称“士官”，其中上尉/上校被称为“大尉/大佐”，而大尉/大校则被称为“上级大尉/上级大佐”等。
越南人民军不设置大元帅、元帅等最高级军官军衔，将、校、尉均是设为四级军衔。分为陆军式军衔及海军式军衔，总共分为5等18级，具体设置如下： 

### 陸軍式军衔
陸軍式军衔在陸軍、越南人民空軍、国境警備隊、公安部隊範圍內適用。而「大将」則為陸軍與公安部隊所有。
1. 将級

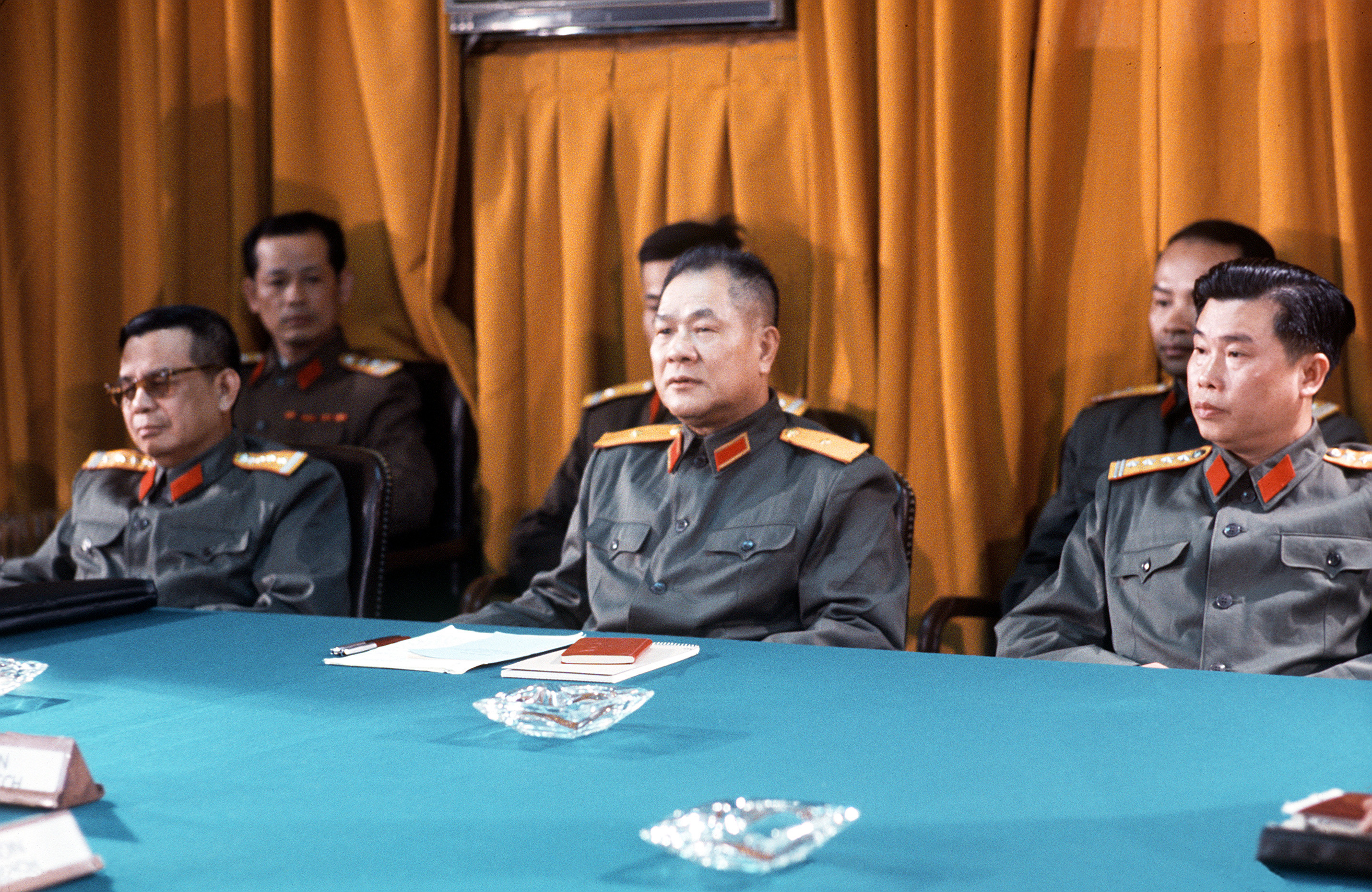
越南人民軍少将和大校（58式军服）

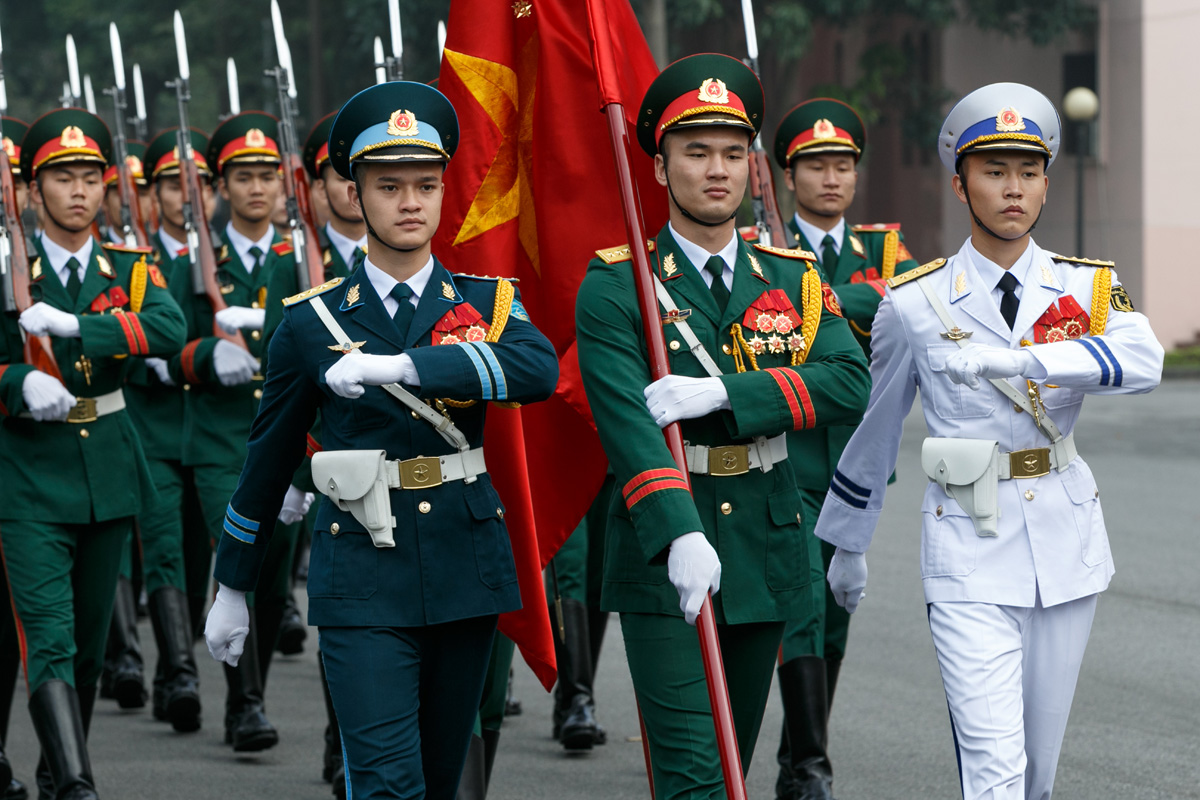
越軍儀仗隊（08式军服）

  1. 统将/上级大将（大将）（Thống tướng/Thượng cấp Đại tướng）- 陸軍與公安部隊才有。历史上获大将军衔的有：武元甲（1948年）、阮志清（1959年8月31日）、文进勇（1974年）、朱辉珉（1980年）、黄文太（1980年）、黎德英（1984年）、黎仲迅（1984年）、段奎（1990年）、阮决（1990年）、范文茶（2003年）、黎文勇（2007年）、冯光青（2007年）、杜伯巳（2015年）、吴春历（2015年）、梁强（2019年）、潘文江（2021年）。任国防部长、总政治局局长、总参谋长兼国防部副部长。
  2. 大将（上将）（Đại tướng），任军区司令、副总参谋长
  3. 中将，任军区副司令/军分区司令
  4. 少将，任师团长（师长）、军分区副司令
2. 上士官（校級）
  1. 上级大佐（大校）（Thượng cấp Đại tá），任师团副（副师长）/旅团长(旅长）
  2. 大佐（上校）（Đại tá），任联队长（团长）/旅团副（旅副）
  3. 中佐（中校）（Trung tá），任大队长（营长）、联队副（团副）
  4. 少佐（少校）（Thiếu tá），任大队副（营副）、大队长（营长）
3. 中士官（尉級）
  1. 上级大尉（大尉）（Thượng cấp Đại úy），任中队长（连长）、大队副（营副）
  2. 大尉（上尉）（Đại úy），任中队副（连副）、中队长（连长）
  3. 中尉，任分队长（排长）、中队副（连副）
  4. 少尉，任分队长（排长）
4. 下士官/副士官（士官）
  1. 中士（上士）（Trung sĩ），任分队副（排副）
  2. 一级下士（中士）（Hạ sĩ nhất），任小队长（班长）
  3. 下士，任小队副（班副）
5. 士兵
  1. 一等兵（上等兵）（Binh nhất），任小组长、小队副（班副）
  2. 二等兵（列兵）（Binh nhì）

### 海軍式军衔
将官的称呼方面有所差異。其他的則與陸軍式军衔相同。
1. 都统（将級）
  1. 都统 - 上将，任海军司令
  2. 副都统（Phó Đô đốc） - 中将，任海军副司令
  3. 协都统（Hiếp Đô đốc） - 少将，任舰艇支队长
2. 上士官（校級）
  1. 上级大佐（大校）（Thượng cấp Đại tá），任舰艇大队长、舰艇支队副
  2. 大佐（上校）（Đại tá），任舰艇中队长、舰艇大队副
  3. 中佐（中校）（Trung tá），任舰艇中队副/潜艇艇长
  4. 少佐（少校）（Thiếu tá），任舰长/潜艇副艇长、舰艇小队长
3. 中士官（尉級）
  1. 上级大尉（大尉）（Thượng cấp Đại úy），任艇长、副舰长、舰艇小队副
  2. 大尉（上尉）（Đại úy），任副艇长、艇长
  3. 中尉，任副艇长
  4. 少尉，任副艇长
4. 下士官/副士官（士官）
  1. 中士（上士）（Trung sĩ），任轮机长/枪炮长
  2. 一级下士（中士）（Hạ sĩ nhất），任副轮机长/副枪炮长
  3. 下士，任水手长
5. 士兵
  1. 一等兵（上等兵）（Binh nhất），任副水手长
  2. 二等兵（列兵）（Binh nhì）

## 军服
历代越南人民军军服均以仿中国人民解放军军服设计为主，但在1982年配发的82式军服（直至1994年停用）仿照了部分苏军军服的设计，此外其第一套仿照日军的48式军服是唯一的例外。
1948年以缴获的日军军服为基础推出48式军服，为其历史上第一套军服，但所配套的日式军衔并非正式实行的军衔制度。
1950年中国向越南派遣军事顾问后，越南人民军开始装备中国提供的中国人民解放军50式军服。
1958年在中国军事顾问的帮助下正式实行军衔制后，一并引进了对应的仿照苏军54式军服设计的中国人民解放军55式军服的设计，同时以越南本国特色的木髓帽替代仿苏式的55式船形帽，仿制成58式军服，成为越南人民军第一套正式军衔制军服。这套军服一度完全依赖中国的被服厂生产提供。
1982年参照部分苏军69式军服和先前中国人民解放军55式军服的设计仿制成82式军服。1994年的小改款被命名为94式军服，整体参照中国人民解放军87式军服（同样参照部分苏军69式军服的设计）的设计，并保留部分先前55式军服的设计。
2008年参照部分中国人民解放军07式军服的设计仿制成08式军服，并保留部分先前87式军服和极少量55式军服的设计。

## 操典
虽然越南人民军的前身越盟军拥有部分旧日军元素，但不同于完全以旧日军为骨干的朝鲜人民军在苏联帮助下正式建军后依然保留日军的一系列传统，越南人民军在中国的帮助下正式建军后，大部分来自日军的影响均被中国军事顾问和教官及军中的中国归国军官视为“军国主义的军阀习气”和“人海战术”而摈弃（此时以石井卓雄为首的大量原日军官兵亦已息数阵亡）。自1950年代起建军伊始，越南人民军的各项条令条例等规章制度主要源自翻译的中国人民解放军共同条令。直到抗美战争结束，越军大队（营）以上、边防总队以上都设有中国军事顾问组，从训练、条令条例到纪律制度几乎与中国人民解放军完全相同，例如越军最初采用中国人民解放军于1951年起模仿苏军制定的《队列条令》，在检阅分列式中以苏式正步行进，后改用现在的解放军正步动作，其中亦有少部分队列动作参照朝鲜人民军，如折叠枪托式步枪（如56-1式和采用与朝鲜98-1式类似的向右折叠式枪托的STV-215）的持枪姿势。虽然越军在体制上采用模仿自中国人民解放军的苏式编制，但由于在中国帮助其正规化前曾深受日本占领军影响，其各级编制采用类似于朝鲜人民军沿用自日军的称谓，从高到低依次为师团/大团（Sư đoàn/Đại đoàn，师，越军的最大编制，隶属于各大军区（Quân khu））、旅团/中团（Lữ đoàn/Trung đoàn，旅）、联队/小团（Liện đội/Tiệu đoàn，团）、大队（Đại đội，营）、中队（Trung đội，连）、分队（Biệt đội，排）、小队（Tiệu đội，班）。由于与中国人民解放军的深厚渊源，如今在越军的日常训练中，出于自建军之初所一直延续的习惯，越军指挥员仍不时使用中文口令下达命令。

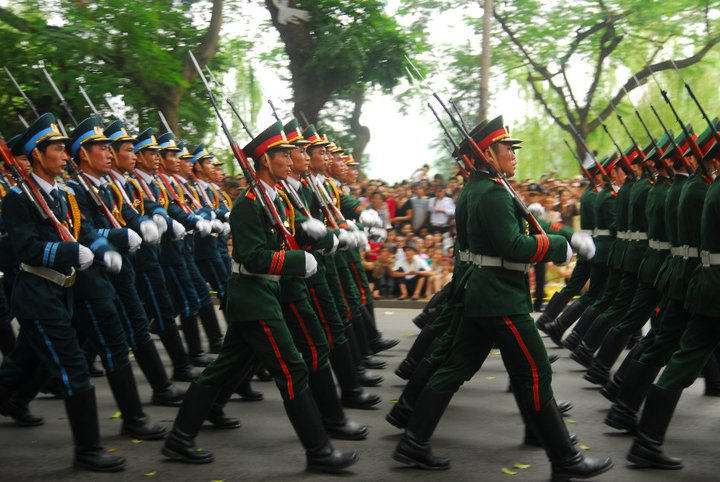
操中国式扛枪齐步的越南人民军三军仪仗队
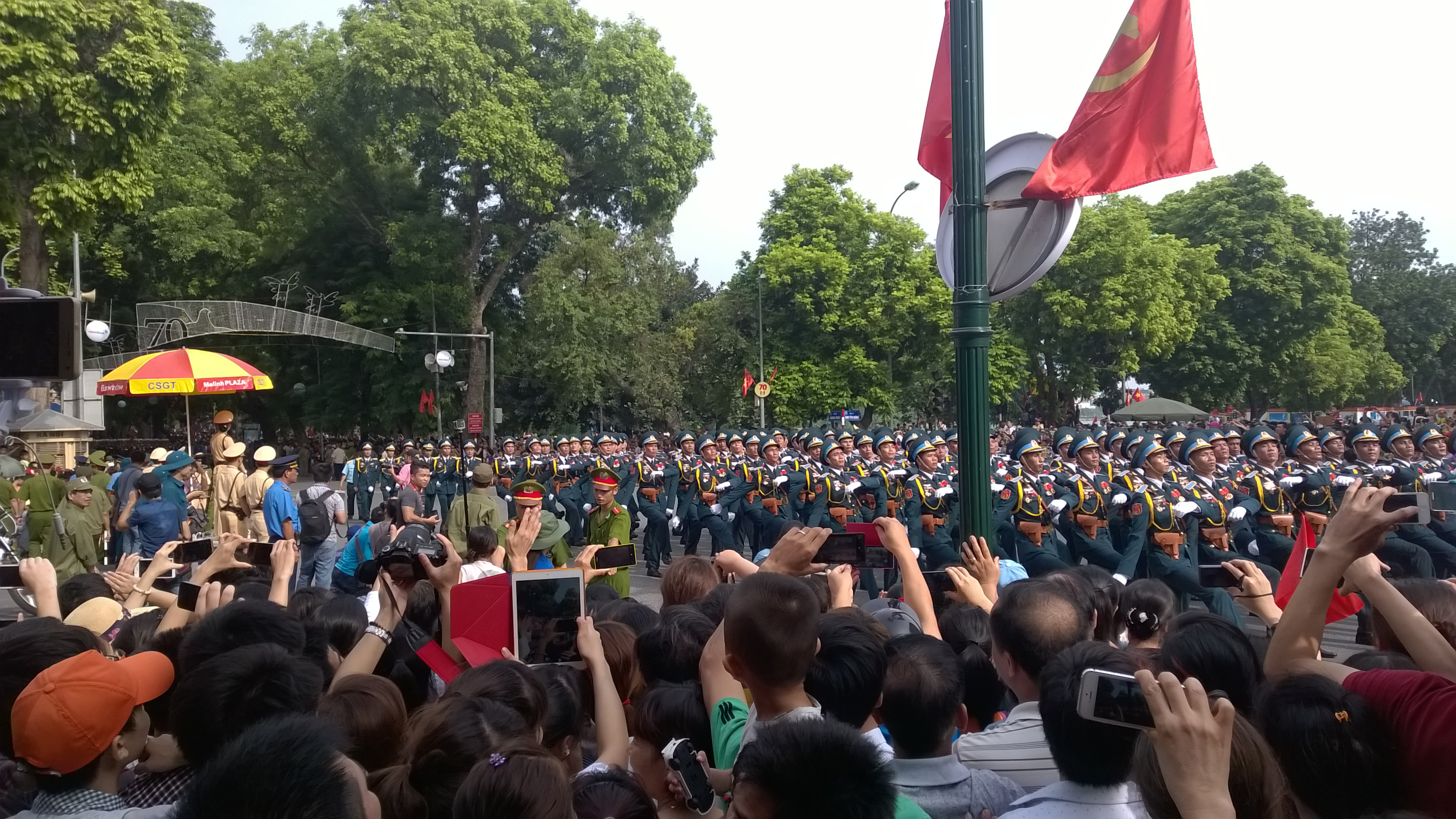
操中国式正步的越南空军飞行学校学员
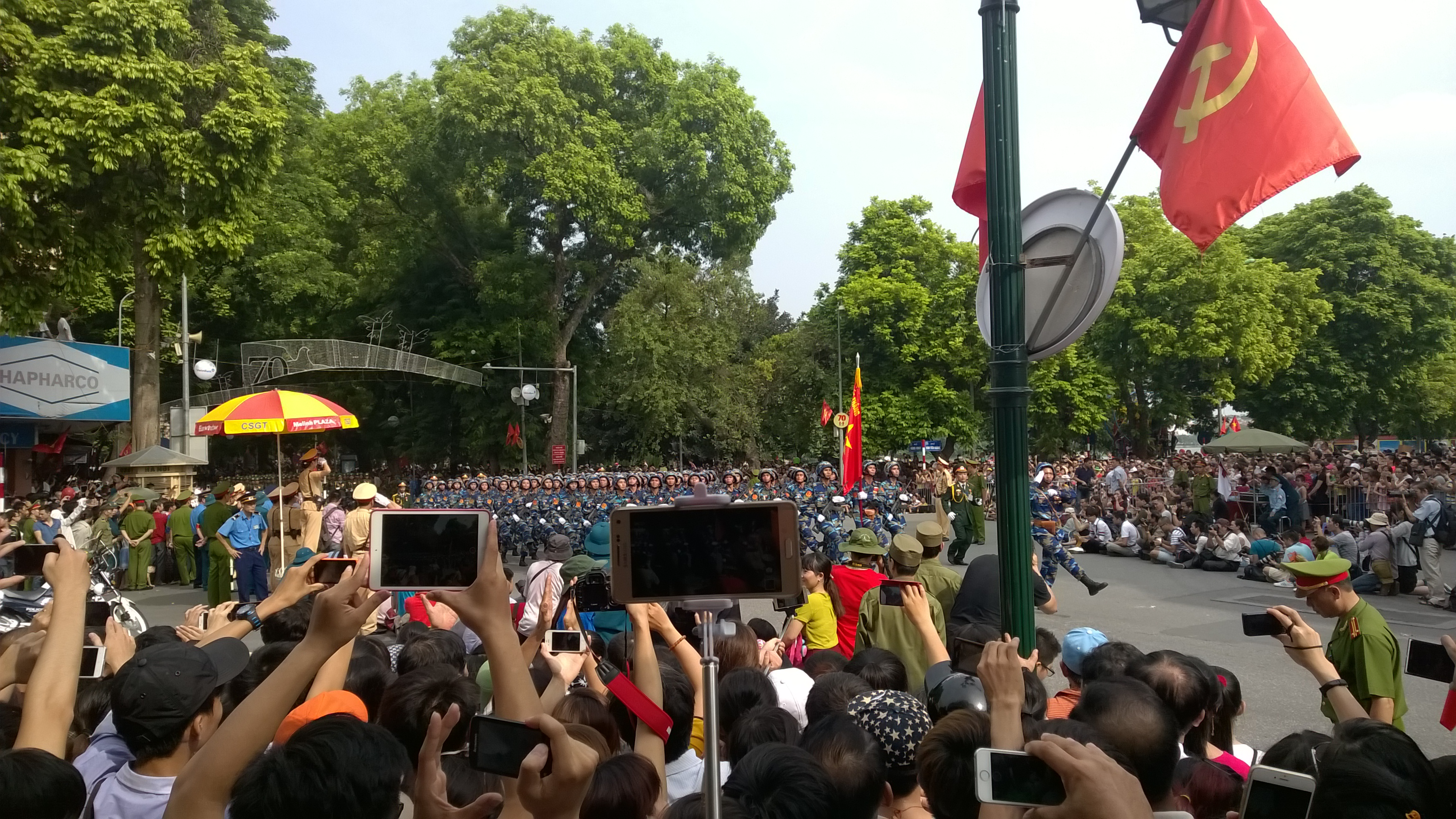
操中国式正步的越南海军岸防部队

## 兵役制度
越南于1960年参照1955年《中华人民共和国兵役法》颁布第一部征兵条例，标志着义务兵役制正式施行，规定年满18-27岁的越南公民需服役3年（海军为5年，空军为4年）。现行兵役法则参照1998年《中华人民共和国兵役法》修正案将服役年限缩减，役期改为2年（海军为3年），并取消超期服役的规定，仅在特殊需要时延长半年。
军官的服役年限为：尉官38岁、少校43岁、中校48岁、上校52岁、大校55岁、少将60岁，中将以上高级军官无明确退役年限。

## 政治工作
自1950年代后期苏军和其他社会主义国家的军队取消双长制后，中国人民解放军短暂试行一长制后决定恢复双长制。越南人民军即效仿中国人民解放军保留双长制，其中联队/小团（团）以上党委设政委，大队（营）党支部设教导员，中队（连）党支部设指导员。所有军官和政工人员均由越共党员担任，各级党委书记通常由军区司令/师团长/旅团长/联队长担任，政委为副书记。总部政治机关为参照中国人民解放军总政治部设立的越南人民军总政治局。

## 历任总参谋长
1. 黄文太少将（1945－1953.12）（Hoàng Văn Thái）
2. 文进勇上将（1953.12－1980.2）（Văn Tiến Dũng）
3. 黎仲迅上将（1980.2－1986.12）（Lê Trọng Tấn）
4. 黎德英大将（1986.12－1987.2）（Lê Đức Anh）
5. 段　奎上将（1987.2－1991.2）（Đoàn Khuê）
6. 陶庭练上将（1991－1994）（Đào Đình Luyện）
7. 范文茶上将（1994－1997.7）（Phạm Văn Trà）
8. 陶仲历上将（1998.1－1998.9）（Đào Trọng Lịch）
9. 黎文勇上将（1998.9－2001.5）（Lê Văn Dũng）
10. 冯光青上将（2001.5－2006.6）（Phùng Quang Thanh）
11. 阮刻研上将（2006.6－2011.6）（Nguyễn Khắc Nghiên）
12. 杜伯巳上将（2011.6－2016.4）（Đỗ Bá Tỵ）
13. 潘文江上将（2016.5.21 - 2021.6.3）（Phan Văn Giang）
14. 阮新疆上將（2021.6.3 -）（Nguyễn Tân Cương）

## 与中国的关系

### 越南建國初期
越南人民军在抗法、抗美战争中得到了中华人民共和国的帮助和支持。早在抗日战争结束后的1946年，拥有中越双重国籍的归国军官洪水少将在广义省创办了越南人民军历史上第一所军事院校——广义陆军士官学校，并担任校长，1947年抗法战争全面爆发后任第四战区司令兼政委。自1950年起，经越南劳动党领导人胡志明请求，获得苏联大量军事援助支持的中华人民共和国政府决定将越盟军全面正规化，并向越盟军总部派遣军事顾问协助指挥作战。在中国境内支援方面，西南军区方面于1950年8月28日正式帮助越盟组建第一个正规化步兵师——308师，标志着越南人民军的正式成立，这一天也由此被定为越南人民军的新建军节；在境外支援方面，时任西南军区司令的陈赓大将被任命为驻越军事顾问团总顾问负责协助越军指挥作战，并组织协调越军和老挝人民党拉萨翁游击队的统一行动，最终取得边界战役的胜利，打通了越南与中国的联系。1954年奠边府战役中，韦国清上将接替陈赓担任驻越军事顾问团总顾问，协助越南人民军总部组织指挥战斗，取得历史上著名的奠边府大捷。越南抗美战争期间，中华人民共和国政府支持北越政府，并在物力、财力、人力方面给予了支援和帮助。出于地缘政治的考虑，也加上意识形态的因素，中国是北越最主要的支持者和援助者。1962年中国与印度爆发边界冲突，北越发表声明支持中国。胡志明在致尼赫鲁的信中提出：“我认为中国政府最近为了通过和平方法解决中印边界问题所做出的决定和正在实施的措施是最合理的。中印边界问题是帝国主义对中印两国实行侵略政策的产物……我们希望印度政府毫不拖延地接受中国政府的建议。”之后，自中国共产党中央委员会主席毛泽东答应向北越提供九万枝枪、炮起，中国开始介入越战。毛泽东说：“是越南需要的，我们就优先供应。”中国援助北越大量坦克、枪、炮，以及各种军需物资，甚至包括北越军队的军装都是中国方面提供的。驻越军事顾问团也于1964年再次设立，不仅帮助训练北越军队（如帮助北越组建特工队并传授其游击战知识)，还直接指挥和参与北越军队的作战行动，首任总顾问为李良汉少将。自1964年东京湾事件美国开始轰炸北越后，中国于1965年春决定向北越派遣由航空兵、铁道兵、工程兵、高射炮兵等部队组成的援越志愿军帮助北越抗击美军轰炸、铁路的抗轰炸抢修保障、建设重要公路、机场、以及红河三角洲及附属海岛的抗登陆紧急战备工程等设施。其中较为著名的援越志愿军军官有时任中国空军空46团团长曹双明空军上校和空79团团长王昭明空军上校等。中国方面的全面参战使得北越军队得以腾出手来投入南方作战。从1965年到1974年累计32万中国志愿援越部队士兵被派往北越，巅峰时1967年有17万人。文革中也有数量不详的年轻人自愿越境前往对抗美军的最前线参加战斗。
中国援越志愿军及援越工程技术专家等在越共计1433人牺牲（阵亡或病逝、意外事故等）、4200余人负伤。除了陆军炮兵第63师第609团的团长程玉山、团政委李万安、团参谋长王锡森团三人，作为在越牺牲者中职位最高的团职干部，遗体运回中国国内安葬外，其他1400名牺牲者安葬在越南北部57座烈士陵园（现已合并为40座）。据中国驻越南大使馆武官处实地调查后编辑的资料编《中国援越抗战烈士名册》，安葬在上述越南烈士陵园的中国籍烈士有1446位；其中，抗法战争时期中国军事顾问团工作人员6名，中国驻越使馆和新华社工作人员2名，访越艺术团人员8名。

### 中越戰爭
1978年末，越南入侵红色高棉，来年，中越战争爆发。1979年中越战争（中方称对越自卫反击战）是指1979年2月17日－1979年3月16日，中国与越南进行的边境战争；
此外1981年中国军队为收复扣林山、法卡山进行作战；1984-1991年中国军队为收复并巩固老山、者阴山进行两山轮战。
越战结束后，统一的越南并未成为中国可靠的盟友。越南领导人大肆宣扬中国威胁论，并通过朝鲜倒向苏联以对抗中国。在1979年，越南向中国提出领土要求、开始迫害越共华侨党员和越军华侨军官，同时在中越边境出现冲突，中国決定出兵越南引发中越战争。

### 现状
在1991年冷战结束之后，中越两国关系正常化，并且越南实施了有利于双边人民的经济改革。两国政府和人民很少提及当年的军事冲突。在经过多年谈判之后，中国和越南先后签署了陆地边界条约以及北部湾海上边界协定，勘定了两国的陆地和部分海上边界。但两国在西沙群岛和南沙群岛的海上边界争议仍然有待解决。
2021年中华人民共和国国防部部长魏凤和上将到访河内，获越共中央总书记阮富仲和越南国家主席阮春福亲自接见。阮富仲指出，越南时刻铭记和珍视在抗法、抗美战争期间中国给予的巨大支持，深切缅怀在抗美战争中牺牲的中国援越志愿军烈士，并会把胡志明和毛泽东缔造的两国“同志加兄弟”的传统友谊传承好、维护好；阮春福也表示，越中两国拥有“用鲜血凝成的伟大友谊”，因此越南“永远不会跟随其他国家一起反对中国”，并将“警惕和坚决抵制任何破坏越中关系的图谋” ，强调两国需要“更加紧密地团结起来”。魏凤和随后还与越南国防部长潘文江上将举行会谈，并签署《中国国防部和越南国防部关于在国际军事合作领域建立“兄弟单位”关系的谅解备忘录》。2022年10月30日，阮富仲率越南元首级代表团訪問中国，成为中共二十大后首位访问中国的外国政要，也是他在2021年连任越共中央总书记之後首次出访。访问期间阮富仲先后与中共中央总书记兼中国国家主席习近平和中国国务院总理李克强会晤，习近平向阮富仲颁授“友谊勋章”。會後中国和越南发表《关于进一步加强和深化中越全面战略合作伙伴关系的联合声明》。外界认为两国关系进入自1950至70年代后的最好时期，中越两军因而基本延续传统友军关系。两军高层互动频繁，越南军方定期派遣军政干部赴华深造，亦常派兵赴华集训并与中国军队进行联合军演。2025年4月30日，越南于胡志明市举行祖国解放战争胜利50周年阅兵大典，首次邀请外国军队参加。在受邀参加此次阅兵的外军代表部队中，中国人民解放军仪仗司礼大队被安排在第一位，紧随越军受阅各部之后出场，象征越中两国党、政、军关系在越南对外关系中的唯一头等优先地位。

## 与其他友军的关系
除中国人民解放军外，越南人民军的另外两个主要传统友军为老挝人民军和原先的柬埔寨革命军。出于印度支那共产党时期的组织关系和自身周边安全的需要，获得中华人民共和国大量军事援助支持的越南自1953年至老挝内战和柬埔寨内战期间以志愿军的名义出兵老挝和柬埔寨支援巴特寮和红色高棉，并为其建立和训练军队，最终于1975年帮助二者取得两国政权。1978年后与红色高棉领导下的柬埔寨关系恶化并爆发柬越战争。1990年越南从柬埔寨撤军后，柬埔寨革命军亦不复存在。目前与老挝人民军仍然维持传统关系。
除老挝和柬埔寨外，从1960年代直至革新开放后的1988年左右为止，出于越共建党初期胡志明与其他东南亚国家共产党的传统关系及自身周边安全的需要，越南还曾经向缅甸共产党和泰国共产党派出军事顾问和专家，帮助其建立缅甸人民军和泰国人民解放军并提供训练和军援，同时也向菲律宾共产党领导的新人民军和马来亚共产党领导的马来亚民族解放军等其他东南亚国家的共产党武装提供军援。

## 現役武器情形
越南有著影響東盟的強大軍事實力，因擁有良好的地理優勢條件。即使是擁有大量美國軍事武器裝備，擁有查克里·納呂貝特號航空母艦，F-16戰鬥機，JAS39戰鬥機及其士兵擅長進行野外叢林戰能力的泰國，跟越南戰鬥未必能佔上風。越南人民军使用的制式装备大多为1950至70年代来自中华人民共和国的仿苏式装备，少部分则为前苏联原品或朝鲜和其他东欧国家的仿苏式装备，如今大多已过时，因此进入21世纪以来，越南亦开始向俄罗斯及以色列购买少量新式装备，但短时间内仍难以全面替换原先的陈旧武器。在陸軍方面，越南的轻武器、坦克、裝甲車多半是自中國、朝鮮和蘇聯購買來的武器，空軍的主力戰鬥機有米格-21歼击机、苏-22强击机等等，為了追求更先進的戰力，越南也曾向俄羅斯購買蘇-27、蘇-30等戰鬥機，未來或改向美國採購F-16。海軍的船艇則有護衛艦、巡邏艦、布雷艦、掃雷艦、飛彈快艇及潛艇，護衛艦、巡邏艦、布雷艦、掃雷艦都是70年代末的蘇式船艦，飛彈快艇則較新型，潛艇則是目前海軍最期待的一項裝備，目前向俄羅斯訂購的基洛級潛艇已經出廠，很快就能服役。

### 陸軍裝備
越南陸軍現有的裝備包括主戰坦克、步兵戰車、自走砲、步兵战斗车、装甲侦察车、裝甲運兵車、
直升機、地對空飛彈、步槍、衝鋒槍、手槍、榴彈發射器等裝備。单兵个人装备主要为1950至70年代中国等国援助的产品，如今大多已经过时，仅有极少数为近年采购的新产品。

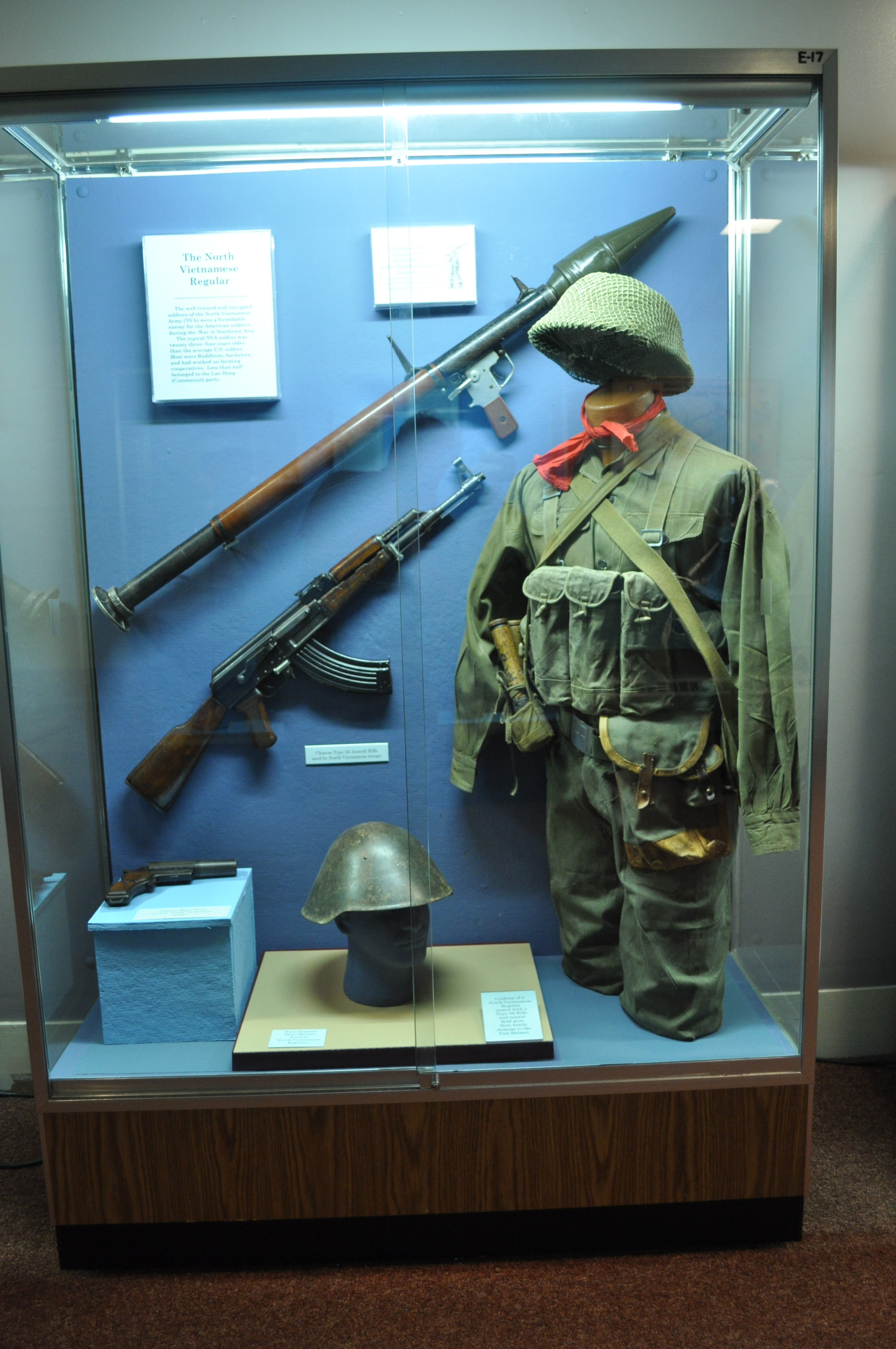
越军单兵装备，包括56式冲锋枪、56式火箭筒、67式木柄手榴弹及其配套携具等

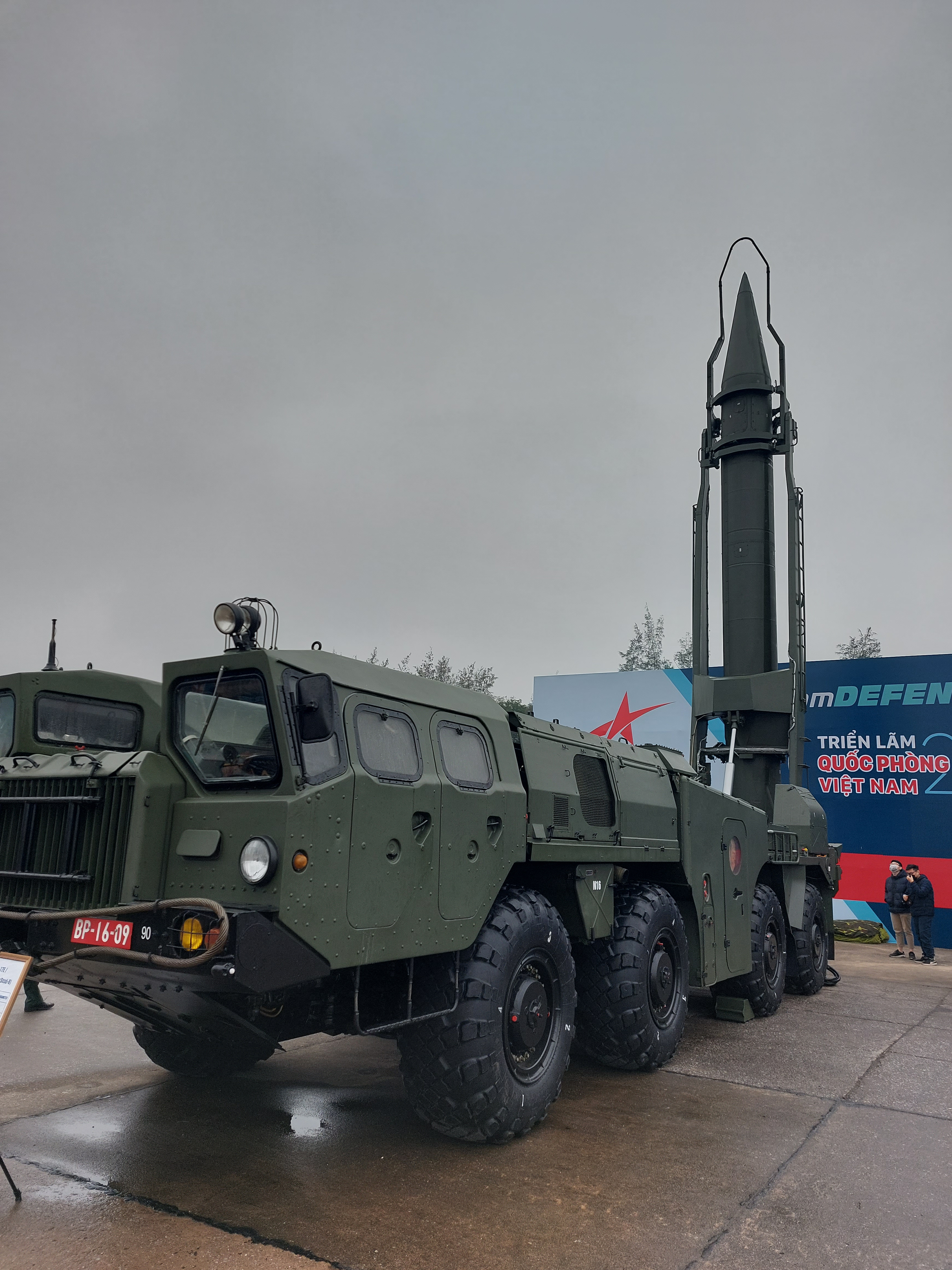
火星系列弹道导弹（朝鲜製飛毛腿导彈）

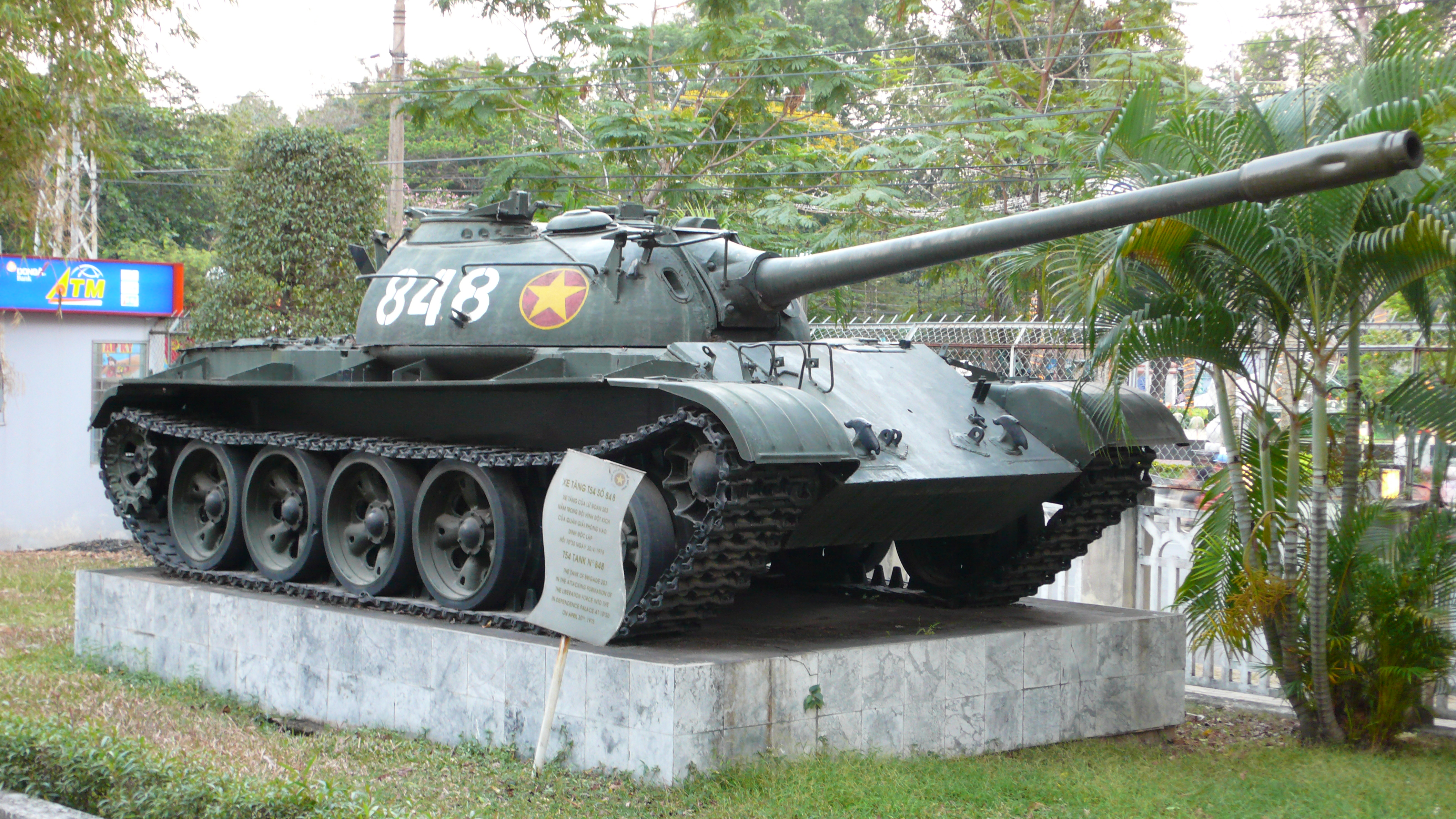
59式主戰坦克

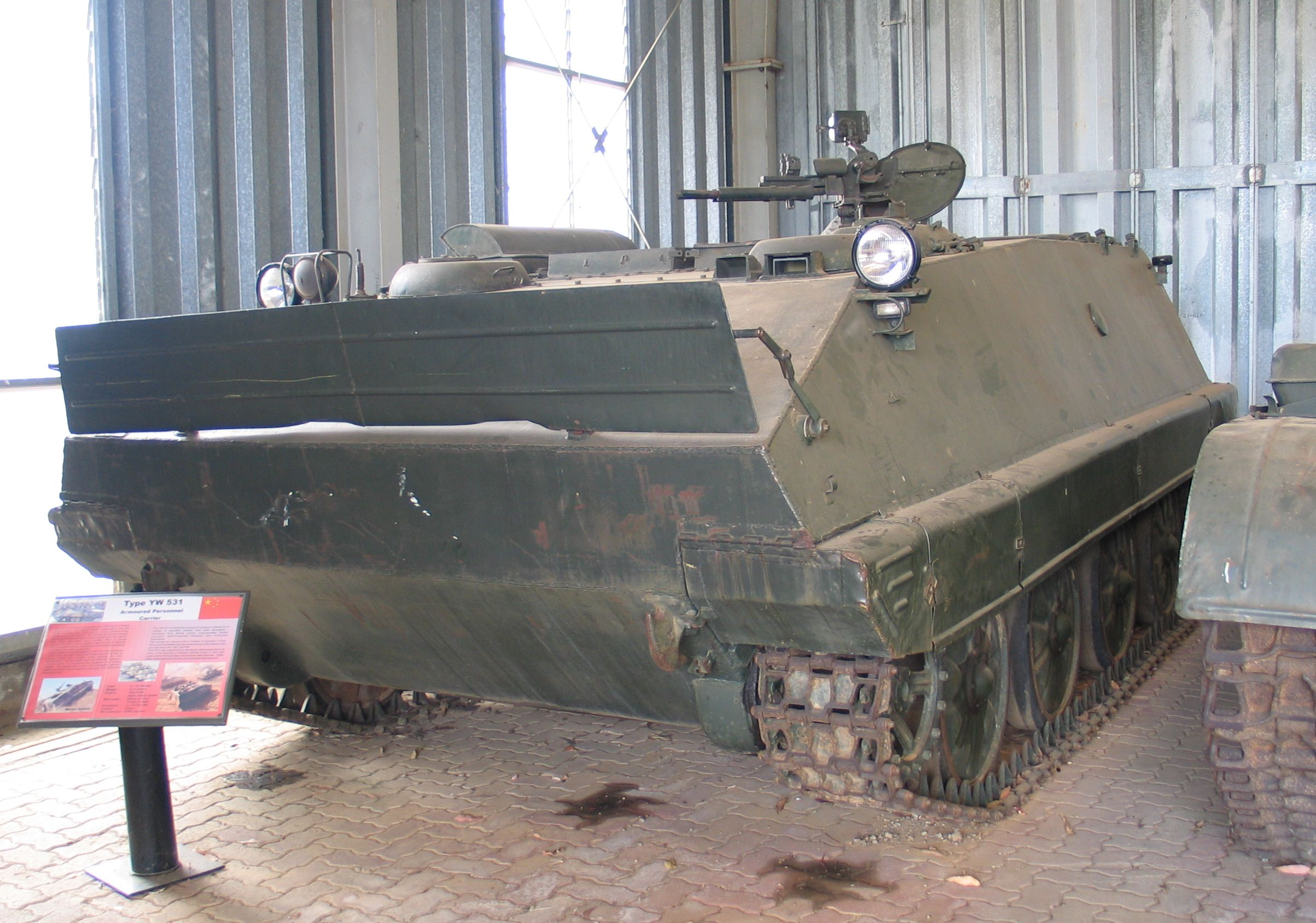
63式装甲输送车

- 越南人民陸軍：
- 總兵力42.3萬人
- 坦克、戰甲車2700多部
- 步槍、槍械40萬枝
- 火砲8000多門
- 直升機130多架
- 防空飛彈數千枚

#### 坦克
| 武器名稱         | 制造国         | 现有数量                 |
| T-90S/T-90SK坦克 | 俄羅斯         | 64輛                     |
| T-54/55坦克      | 苏联           | 850輛                    |
| 天马号坦克       |                | 70輛，最高峰时约200辆    |
| 59式坦克         | 中华人民共和国 | 360輛                    |
| 63式两栖坦克     | 中华人民共和国 | 320輛                    |
| 62式轻型坦克     | 中华人民共和国 | 180輛                    |
| PT-76水陆坦克    | 苏联           | 300輛                    |
| M-1985轻型坦克   |                | 45輛                     |
| SU-100驅逐戰車   | 苏联           | 132輛，用於訓練          |
| M41猛犬輕型坦克  | 美国           | 30輛，缺乏零件，用於訓練 |
| M48A3巴頓坦克    | 美国           | 40輛，缺乏零件，用於訓練 |

#### 步兵戰車／裝甲車/高机动车
| 武器名稱   | 原產地         | 備註                      |
| ---------- | -------------- | ------------------------- |
| BMP-1      | 苏联           | 共600輛                   |
| Korshun    |                | 朝鮮製BMP-1               |
| BMP-2      | 苏联           | 共600輛                   |
| BTR-40     | 苏联           | -                         |
| 55式       | 中华人民共和国 | 中國製BTR-40              |
| BTR-50     | 苏联           | 共750輛                   |
| BTR-152    | 苏联           | -                         |
| 56式       | 中华人民共和国 | 中國製BTR-152             |
| BTR-60     | 苏联           | 共450輛                   |
| BRDM-1     | 苏联           | 共120輛                   |
| BRDM-2     | 苏联           | 共480輛                   |
| RAM-2000   | 以色列         | 共150輛，全由越南警察使用 |
| M113       | 美国           | 共150輛                   |
| V-100      | 美国           | 共125輛                   |
| 63式       | 中华人民共和国 | 只用於人員訓練            |
| 东风EQ2050 | 中华人民共和国 | -                         |

#### 自行火炮或自行防空炮
| 武器名稱 | 原產地 | 備註 |
| -------- | ------ | ---- |
| ZSU-23-4 | 苏联   |      |

#### 反坦克武器
| 武器名稱           | 原產地         | 備註                |
| ------------------ | -------------- | ------------------- |
| RPG-2              | 苏联           |                     |
| 56式               | 中华人民共和国 | 中国制RPG-2         |
| RPG-7              | 苏联           |                     |
| RPG-29             | 苏联 · 越南    | 包括本土生產型      |
| RPO-A大黃蜂        | 苏联           |                     |
| M72 LAW            | 美国           |                     |
| 鬥牛士             | 以色列         | 只裝備於海軍        |
| RPG-40反坦克手榴弹 | 苏联           |                     |
| 反-43反坦克手榴弹  | 中华人民共和国 | 中国制RPG-43        |
| RPG-6反坦克手榴弹  | 苏联           |                     |
| 反-3反坦克手榴弹   | 中华人民共和国 | 中国制RKG -3        |
| 9K11 Malyutka      | 苏联           | -                   |
| 紅箭-73            | 中华人民共和国 | 中国制9K11 Malyutka |
| 9M113 Konkurs      | 苏联           | -                   |

#### 火焰喷射器
| 武器名稱 | 原產地         | 備註                 |
| -------- | -------------- | -------------------- |
| ROKS     | 苏联           | 被民兵和二线部队采用 |
| 58式     | 中华人民共和国 | 中国制TPO-50         |
| 74式     | 中华人民共和国 | 中国制LPO-50         |

#### 手榴彈
| 武器名稱 | 原產地         | 備註                    |
| -------- | -------------- | ----------------------- |
| RGD-33   | 苏联           | 储备中                  |
| 防-1     | 中华人民共和国 | 中国制F-1               |
| 54-2式   | 中华人民共和国 | 防-1改进型              |
| 攻防-42  | 中华人民共和国 | 中国制RG-42             |
| 54-1式   | 中华人民共和国 | 中国制RGD-5             |
| 59式     | 中华人民共和国 | 54-1式改进型            |
| M46      | 中华人民共和国 | RGD-33改进型            |
| 63/67式  | 中华人民共和国 | -                       |
| LD01     | 越南           | 基于M67和59式设计的产品 |
| Mk 2     | 美国           | 储备中                  |
| M26      | 美国           | 储备中                  |
| M67      | 美国           | 储备中                  |

#### 刺刀
| 武器名稱   | 原產地 | 備註       |
| ---------- | ------ | ---------- |
| 56式可卸式 | 中國   | 中国制6KH2 |
| 68式       |        | 朝鲜制6KH4 |

#### 榴彈發射器
| 武器名稱 | 原產地      | 備註                         |
| -------- | ----------- | ---------------------------- |
| M79      | 美国 · 越南 | 包括本土生產型               |
| XM148    | 美国        | 少量現存                     |
| M203     | 美国 · 越南 | 包括本土生產型               |
| OPL40M   | 越南        | STV-380的下掛式榴彈發射器    |
| DP-64    | 苏联        | 只裝備於海軍                 |
| MGL Mk-1 | 南非 · 越南 | 包括本土生產型，用於特種部隊 |
| AGS-17   | 苏联 · 越南 | 包括本土生產型               |

#### 機槍
| 武器名稱         | 原產地         | 備註                                   |
| ---------------- | -------------- | -------------------------------------- |
| 53式輕机枪       | 中华人民共和国 | 中国制DPM                              |
| 58式輕机枪       | 中华人民共和国 | 中国制RP-46                            |
| RPD              | 苏联           |                                        |
| 56式班用机枪     | 中华人民共和国 | 中国制RPD                              |
| 62式班用机枪     |                | 朝鲜制RPD                              |
| 56-5式班用机枪   | 中华人民共和国 | 中国制RPK                              |
| TUL-1            | 越南           | 基于RPK和56式自动步枪设计的产品        |
| 內蓋夫           | 以色列 · 越南  | 包括本土生產型                         |
| FN Minimi Mk 3   | 比利时         | 只裝備於海軍、特種部隊及軍事射手展示隊 |
| PK/PKM           | 苏联           |                                        |
| 67式通用机枪     | 中华人民共和国 |                                        |
| FN MAG           | 比利时         | 只裝備於軍事射手展示隊                 |
| DShK             | 苏联           |                                        |
| 53式/57式重機槍  | 中华人民共和国 | 中国制SG-43及SGM                       |
| 54式重機槍       | 中华人民共和国 | 中国制DShK                             |
| NSV              | 苏联           | -                                      |
| KPV              | 苏联           | -                                      |
| 56式重机枪       | 中华人民共和国 | 中国制KPV                              |
| 56式高射机枪     | 中华人民共和国 | 中国制ZPU-1                            |
| 56式四联高射机枪 | 中华人民共和国 | 中国制ZPU-4                            |
| 58式高射机枪     | 中华人民共和国 | 中国制ZPU-2双联高射机枪                |
| M1919            | 美国           | 儲備中                                 |
| M60              | 美国           | 由於缺乏維修零件，只用於儲備           |
| M2HB             | 美国           | 由於缺乏維修零件，只用於儲備           |

#### 步槍/卡賓槍
| 武器名稱            | 原產地         | 備註                                                                                  |
| ------------------- | -------------- | ------------------------------------------------------------------------------------- |
| AK／AKS             | 苏联           | 為越南陸軍現役制式步槍之一，将被STV-215/STV-380取代                                   |
| 56式                | 中华人民共和国 | 為越南陸軍主要的現役制式步槍，包括与AK/AKS完全相同的早期型号，将被STV-215/STV-380取代 |
| 58式                |                | 為越南陸軍現役制式步槍之一，将被STV-215/STV-380取代                                   |
| AKM/AKMS            | 苏联           | 為越南陸軍現役制式步槍之一，将被STV-215/STV-380取代                                   |
| 68式                |                | 為越南陸軍現役制式步槍之一，将被STV-215/STV-380取代                                   |
| PM md. 63           | 罗马尼亚       | 為越南陸軍現役制式步槍之一，将被STV-215/STV-380取代                                   |
| 88式                |                | 被越南海軍有限地使用，将被IMI TAR-21和IWI塔沃爾X95取代                                |
| vz. 58              | 捷克斯洛伐克   |                                                                                       |
| 柯特XM177E2         | 美国           | 被越南特種部隊使用                                                                    |
| M18                 | 越南           | CAR-15的仿制型                                                                        |
| 柯特M16／M16A1      | 美国           | 由於缺乏維修零件和彈藥，只用於儲備及民兵                                              |
| AMD-65              | 匈牙利         | 儲備中                                                                                |
| STL-1A              | 越南           | AKM的現代化版本                                                                       |
| IWI加利爾ACE 31／32 | 以色列         | -                                                                                     |
| STV-215             | 越南           | IWI加利爾ACE 31的授權生產及改良型，為越南陸軍下一代制式步槍                           |
| STV-380             | 越南           | IWI加利爾ACE 32的授權生產及改良型，為越南陸軍下一代制式步槍                           |
| IMI TAR-21          | 以色列         | 由越南海軍及特種部隊有限地使用                                                        |
| IWI塔沃爾X95        | 以色列         | 由越南海軍及特種部隊有限地使用                                                        |
| FN FNC              | 比利时         | 由軍事射手展示隊所使用                                                                |
| CZ 805布倫          | 捷克           | 由軍事射手展示隊所使用                                                                |
| 53式步騎槍          | 中华人民共和国 | 中國製莫辛-納甘M1944卡賓槍，只被民兵使用                                              |
| 56半                | 中华人民共和国 | 只被仪仗队和民兵使用                                                                  |
| 63式                | 中华人民共和国 | 只被民兵使用                                                                          |
| SKS                 | 苏联           | 只被仪仗队和民兵使用                                                                  |

#### 狙擊步槍
| 武器名稱             | 原產地          | 備註                               |
| -------------------- | --------------- | ---------------------------------- |
| 奧爾西T-5000         | 俄羅斯          | 只裝備於特種部隊                   |
| SVD                  | 苏联 · 越南     |                                    |
| IMI GALATZ           | 以色列 · 越南   | 包括本土生產型，只裝備於特種部隊   |
| HK PSG-1             | 德国 · 巴基斯坦 | 為巴基斯坦仿製型，只裝備於特種部隊 |
| VSK-94               | 俄羅斯          | -                                  |
| 12.7毫米重型狙擊步槍 | 越南            | 以KSVK為原型                       |
| WKW Wilk             | 波蘭            | -                                  |
| OSV-96               | 俄羅斯 · 越南   | 包括本土生產型，只裝備於特種部隊   |

#### 衝鋒槍
| 武器名稱    | 原產地        | 備註                                |
| ----------- | ------------- | ----------------------------------- |
| 微型烏茲    | 以色列 · 越南 | 包括本土生產型，只裝備於特種部隊    |
| 烏茲Pro     | 以色列 · 越南 | 包括本土生產型，只裝備於特種部隊    |
| PP-19       | 俄羅斯 · 越南 | 本土生產                            |
| CZ蠍式EVO 3 | 捷克          | 只裝備於軍事射手展示隊              |
| POF-5       | 巴基斯坦      | 巴基斯坦制HK MP5，只裝備於特種部隊  |
| POF SMG-PK  | 巴基斯坦      | 巴基斯坦制HK MP5K，只裝備於特種部隊 |

#### 霰彈槍
| 武器名稱 | 原產地 | 備註 |
| -------- | ------ | ---- |
| 打擊者   | 南非   |      |

#### 手槍
| 武器名稱 | 原產地         | 備註                                                                                       |
| -------- | -------------- | ------------------------------------------------------------------------------------------ |
| TT-33    | 苏联           | 為越南陸軍現役制式手槍之一                                                                 |
| 51式     | 中华人民共和国 | 中国制TT-33早期型，又称“K51”，為越南陸軍現役制式手槍之一                                   |
| 54式     | 中华人民共和国 | 中国制TT-33后期型，又称“K54”，為越南陸軍主要的現役制式手槍，包括原品及出口型号M20型及213型 |
| PM       | 苏联           | 為越南陸軍校级以上军官配槍之一                                                             |
| 59式     | 中华人民共和国 | 中国制PM，又称“K59”，為越南陸軍校级以上军官的主要配槍，包括原品及出口型号M59型             |
| K14-VN   | 越南           | 基于北方工业213型设计的产品                                                                |
| SN9      | 越南           | 59式仿制品                                                                                 |
| CZ 82    | 捷克斯洛伐克   |                                                                                            |
| 7.62 MCP | 越南           | 只裝備於特種部隊                                                                           |
| M1911A1  | 美国           | 由于缺乏维修零件和弹药，只用于储备及部分民兵使用                                           |

#### 地雷
| 武器名稱       | 原產地         | 備註                                                              |
| -------------- | -------------- | ----------------------------------------------------------------- |
| 58式           | 中华人民共和国 | 中国制PMN-1                                                       |
| 59式           | 中华人民共和国 | 中国制POMZ-2                                                      |
| 66式           | 中华人民共和国 | 中国基于缴获的美军M18A1阔刀设计的产品                             |
| 69式跳雷       | 中华人民共和国 | 中国制OZM-3                                                       |
| 子弹雷         | 中华人民共和国 | 内置一发7.62×39mm步枪弹，击发后可击穿脚底和大腿，亦可破坏车辆轮胎 |
| 59式反坦克地雷 | 中华人民共和国 | 中国制TM-46                                                       |
| 69式反坦克地雷 | 中华人民共和国 | 中国制TM-62                                                       |
| 72式反坦克地雷 | 中华人民共和国 | 69式反坦克地雷改进型                                              |
| MD-82          | 越南           | -                                                                 |

#### 单兵装备
| 武器名稱                  | 原產地              | 備註                                                                                  |
| ------------------------- | ------------------- | ------------------------------------------------------------------------------------- |
| 木髓帽                    | 越南                | -                                                                                     |
| 九〇式钢盔                | 日本                | 缴获自日军，较少使用                                                                  |
| SSh-40钢盔                | 苏联 中华人民共和国 | 较少使用                                                                              |
| 69式援外钢盔              | 中华人民共和国      | 较少使用                                                                              |
| M56钢盔                   | 东德                | 较少使用                                                                              |
| 55式伞兵帽                | 中华人民共和国      | 只装备特种部队                                                                        |
| OR-201防弹头盔            | 以色列              | 只装备特种部队                                                                        |
| A2 Helmet训练头盔         | 越南                | 只用于人员训练                                                                        |
| 玻璃钢防弹背心            | 中华人民共和国      | 于1964年研制，可抵挡手榴弹破片及.45 ACP手枪弹，较少使用                               |
| K23防弹背心               | 越南                | 于2023年研制，较少使用                                                                |
| 可跳伞携板背心            | 中华人民共和国 越南 | 只装备特种部队                                                                        |
| M1956单兵系统S腰带        | 美国 越南           | 缴获自美军后自行生产                                                                  |
| 55式牛皮武装带            | 中华人民共和国      | 中国仿苏联斜挎式武装带，仅军官配发                                                    |
| 55式、65式皮革/帆布腰带   | 中华人民共和国      | -                                                                                     |
| 56式斜挎式弹夹袋          | 中华人民共和国      | 中国仿苏联M1949五仓AK系列步枪弹夹袋                                                   |
| 68式斜挎式弹夹袋          |                     | 朝鲜仿苏联M1958三仓AK系列步枪弹夹袋，改为斜挎式                                       |
| 56式胸挂弹夹袋            | 中华人民共和国      | 中国仿苏联Lifchik六仓胸挂式AK系列步枪弹夹袋，改为三仓或四仓，为越军主要的单兵标准配置 |
| 56式，62/68式斜挎式弹鼓袋 | 中华人民共和国      | 中国/朝鲜仿苏联RPD/RPK班用机枪弹鼓袋，改为斜挎式，仅轻机枪手配发                      |
| 67式弹链盒袋              | 中华人民共和国      | 仅通用机枪手配发                                                                      |
| 82式弹链盒袋              |                     | 朝鲜仿苏联PK通用机枪弹链盒袋，仅通用机枪手配发                                        |
| 56/69式火箭弹袋           | 中华人民共和国      | 中国仿苏联RPG-2/7火箭筒弹药袋，仅火箭筒手配发                                         |
| 51/54式皮革枪套及弹夹袋   | 中华人民共和国      | 中国仿苏联TT手枪皮革枪套及弹夹袋，仅军官配发                                          |
| 59式皮革枪套及弹夹袋      | 中华人民共和国      | 中国仿苏联马卡洛夫手枪皮革枪套及弹夹袋，仅校级以上军官配发                            |
| 68式皮革枪套及弹夹袋      |                     | 仅军官配发                                                                            |
| 70式皮革枪套及弹夹袋      |                     | 仅校级以上军官配发                                                                    |
| 54式手榴弹袋              | 中华人民共和国      | 中国仿苏联M1941三仓卵形手榴弹袋                                                       |
| 63/67式手榴弹袋           | 中华人民共和国      | 柄式手榴弹袋                                                                          |
| M46手榴弹袋               | 中华人民共和国      | M46手榴弹专用，较柄式手榴弹袋更为紧凑                                                 |
| 三兜式野战背包            | 中华人民共和国      | 中国基于缴获的美军M1956单兵系统野战背包设计的产品                                     |
| 65式伞兵背包              | 中华人民共和国      | 只装备特种部队                                                                        |
| 59式防毒面具              | 中华人民共和国      | 中国制苏联ShM-41防毒面具                                                              |
| 65式防毒面具              | 中华人民共和国      |                                                                                       |
| 14式防毒面具              | 中华人民共和国      |                                                                                       |
| 205工兵铲                 | 中华人民共和国      | -                                                                                     |
| 解放鞋                    | 中华人民共和国      | -                                                                                     |
| 丛林作战靴                | 美国 越南           | 缴获自美军后自行生产                                                                  |
| 65式单兵水壶              | 中华人民共和国      | -                                                                                     |
| M1935单兵饭盒             | 法國 越南           | 缴获自法军后自行生产                                                                  |
| HanGou单兵饭盒            | 日本                | 朝鲜提供，或缴获自日军及驻越韩军                                                      |
| 50式单兵饭盒              | 中华人民共和国      | -                                                                                     |

- 火箭砲：
  - 63式（107mm)：中国产107毫米牵引式轻型火箭炮，360门
  - 63式（130mm)：中国产130毫米自行火箭炮，若干門
  -  MRL 122mm M1977, BM-11：朝鲜产40发及30发版BM-21，350門
- 榴彈砲：
  - D-30 122mm榴彈砲
- 反坦克砲：
  - BS-3 100mm 野戰砲
- 加農砲：
  - M-46 130mm加農炮：为中国提供的59式130mm加农炮
- 防空砲：
  - ZU-23-2
- 直升機：
  - Mi-24A：30架
  - 直-5：10餘架用於人員運送
  - Mi-8：50架用於運輸
- 飛彈：
  - 火星6型导弹：朝鲜制飞毛腿导弹C型
  - S-300飛彈：四联装轮式自行式，从乌克兰购买
  - SA-2：固定式，为中国提供的红旗-1及红旗-2型
  - SA-3：双联装/四联装固定式
  - SA-6：三联装自行式
  - SA-7：便携式，为中国提供的红缨-5型
  - SA-9：四联装自行式
  - BGM-71拖式飛彈：美制拖式型反坦克飛彈

### 空軍裝備
越南空軍目前數量最多的戰鬥機為中國仿苏制米格-21bis的歼-7型，約有126架（原版米格-21有130架），蘇-27UB/SK有12架，蘇-30K/K2型有35架。其他飛機包括直升機、攻擊直升機、運輸直升機、運輸機、教練機等
- 越南人民空軍總兵力1.5萬人
- 戰鬥機300多架：

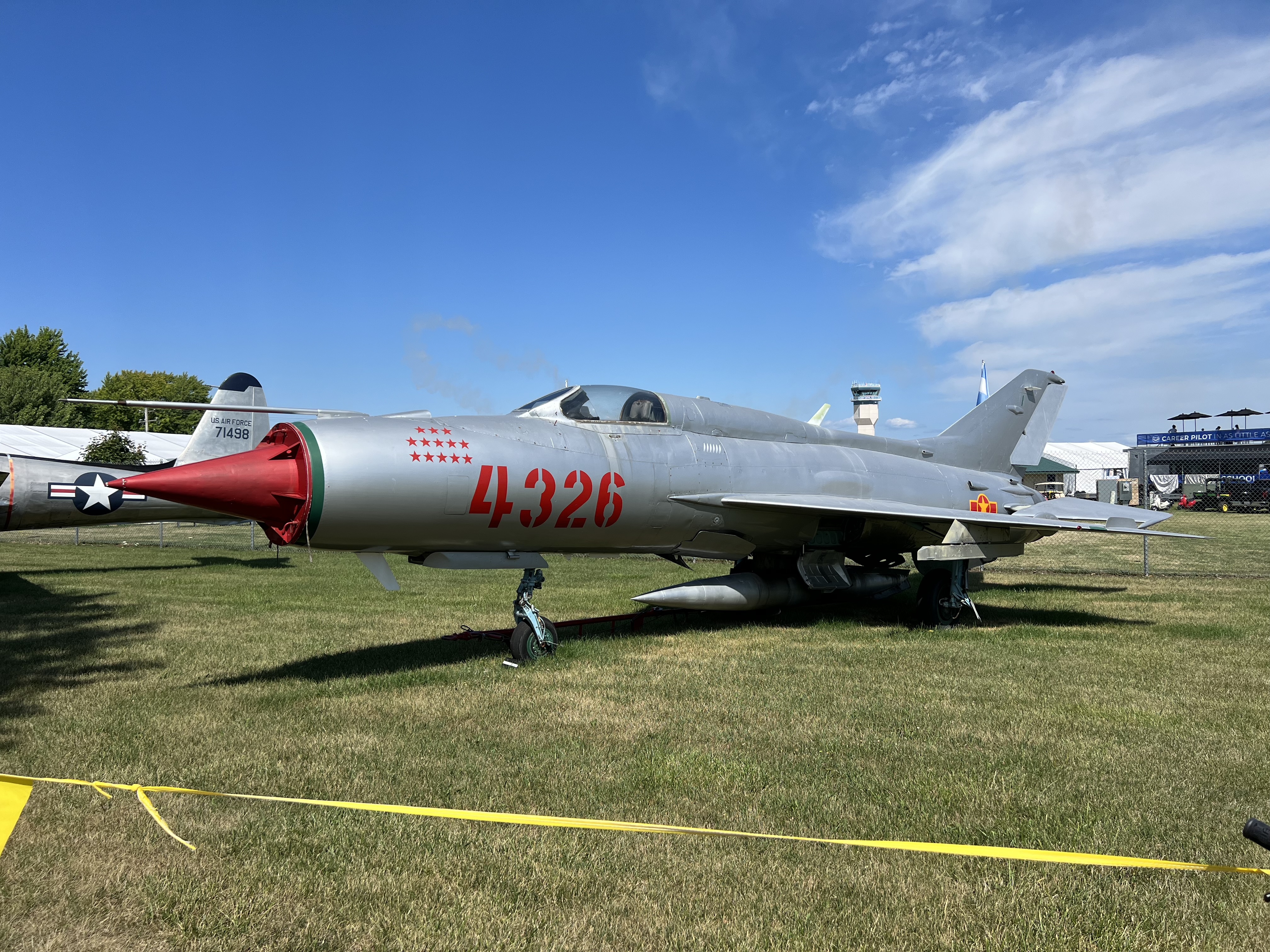
米格-21/歼-7

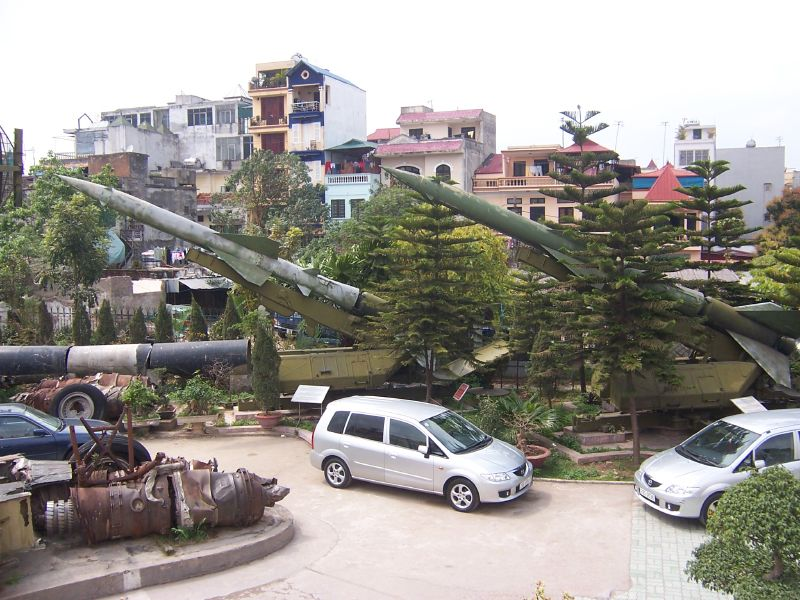
红旗-1/2防空导弹

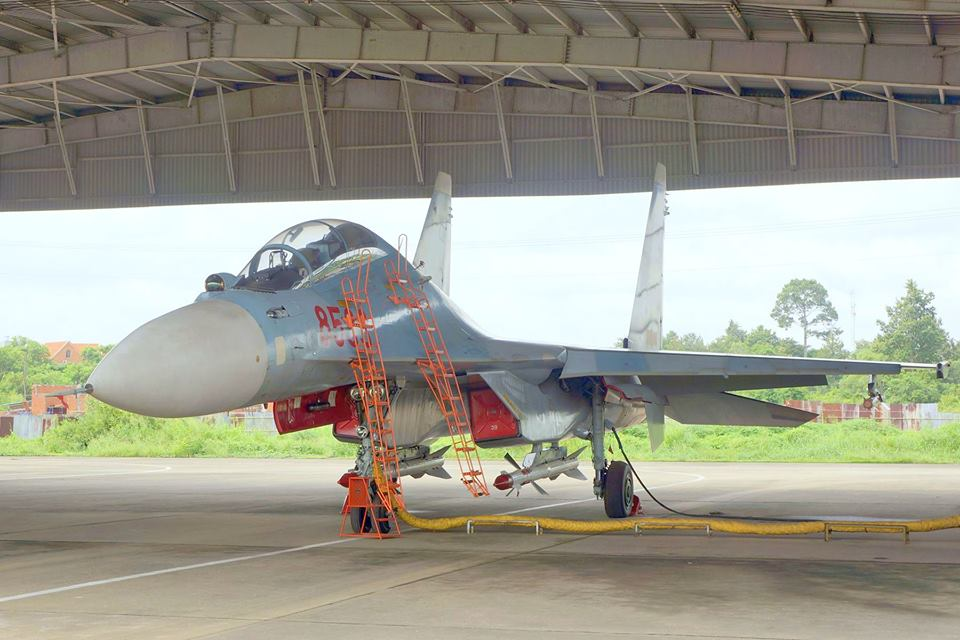
蘇-30

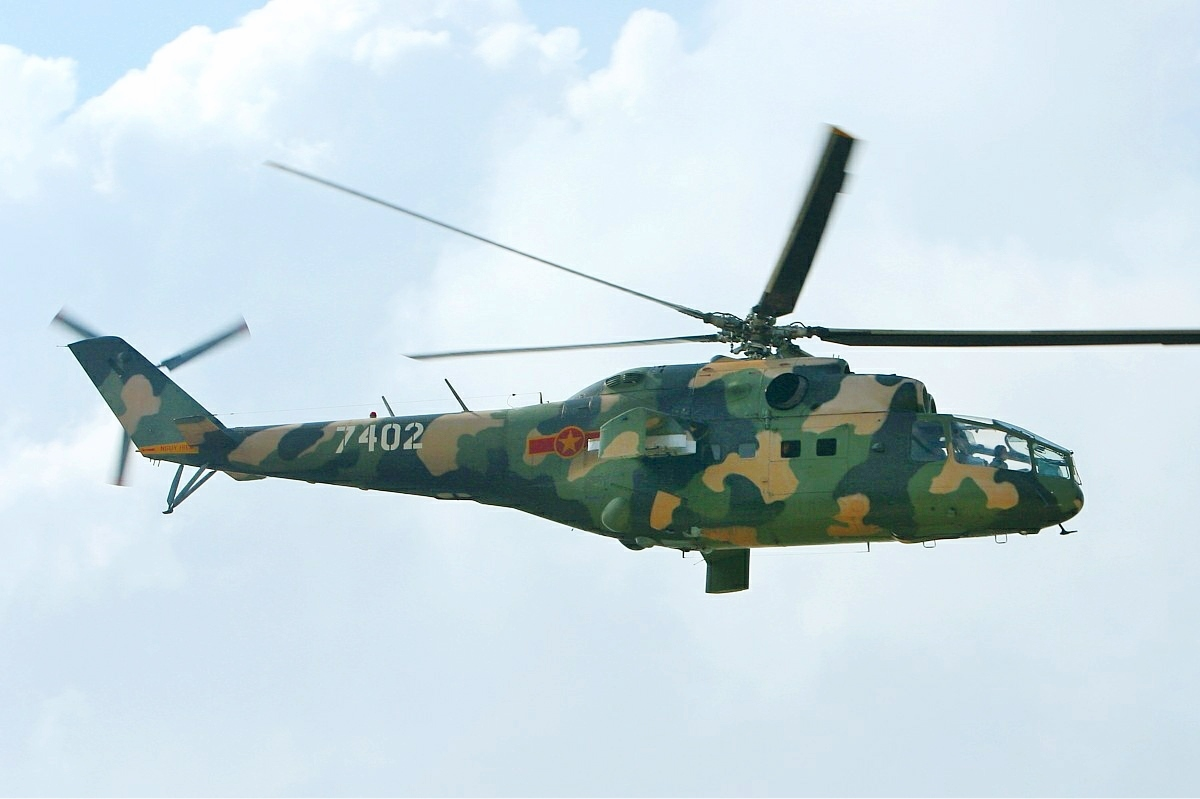
米-24A

  - 米格-21：256架，其中中国提供歼-7型及原版早期型米格-21MF13共156架，剩余100架可夜战的全天候改进型米格-21PF由苏联提供
  - 蘇-27：6架苏-27SK，3架苏-27UBK，2架苏-27K，
  - 蘇-30：35架，其中5架为苏-30MK，其余30架为苏-30MK2NV
- 攻擊機：
  - 蘇-22：約60架，自波蘭、捷克和朝鮮購買
- 偵察機：
  - 米格-21R：8架
- 直升機100多架：
  - 直-5：20架左右，中国提供，为中国仿制的苏联米-4型直升机
  - 卡-25：7架反潛用，有些部署在獵豹級護衛艦上
  - 卡-27：12架反潛用，有些部署在獵豹級護衛艦上
  - 米-24A：30架，朝鲜提供，曾在柬越戰爭中使用
  - 米-6：不足10架
  - 米-8：36架
- 運輸機：
  - An-2：12架，为中国提供的运-5型
  - An-28：12架以上，均购自波兰，波兰编号为M-28，部分用于南中国海地区的海上巡逻
  - An-24：33架，均购自乌克蘭，其中包括安-24、安-26及2架安-30航测型
  - 波音707：2架
  - 伊爾-14：6架，中国提供
  - 伊爾-18：8架，中国提供
- 教練機：
  - L-39信天翁：46架，捷克斯洛伐克制造

- 空對空飛彈數千枚：
  - AA-2：可由米格-21掛載
  - AA-8：可由米格-21掛載
  - AA-10：約有百余枚枚，可由蘇-27/30掛載

### 海軍裝備

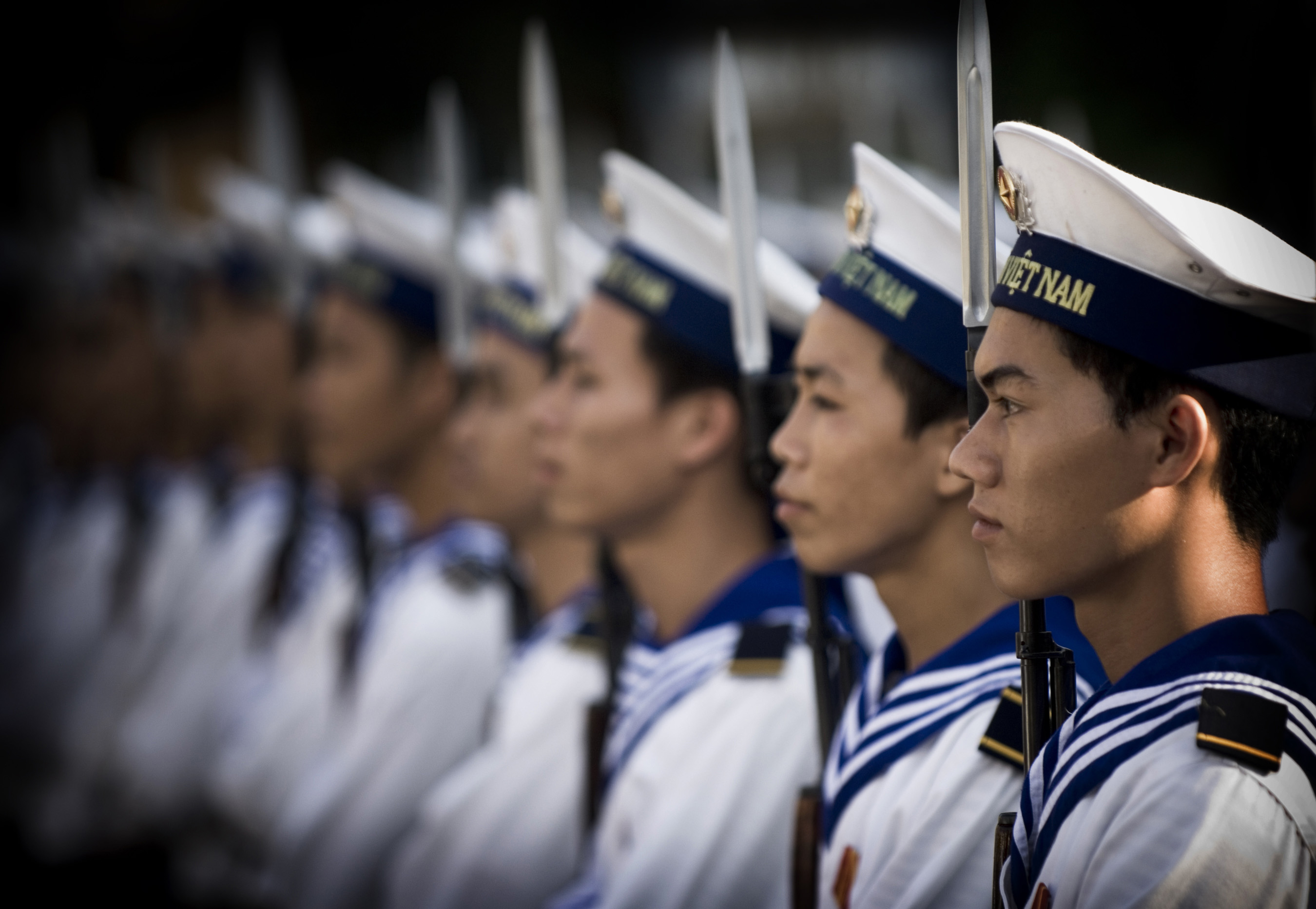
越南人民海軍士兵

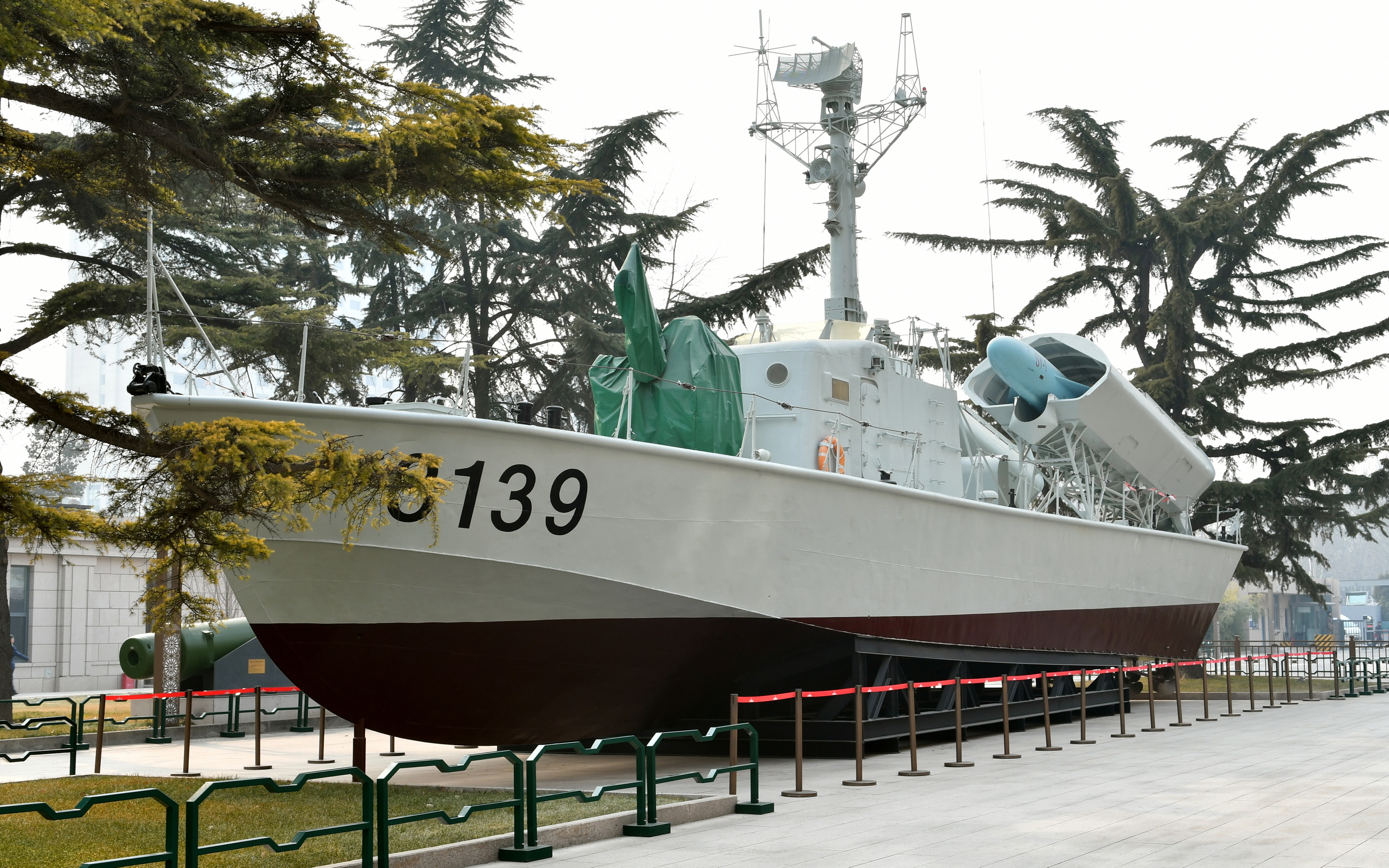
024导弹快艇

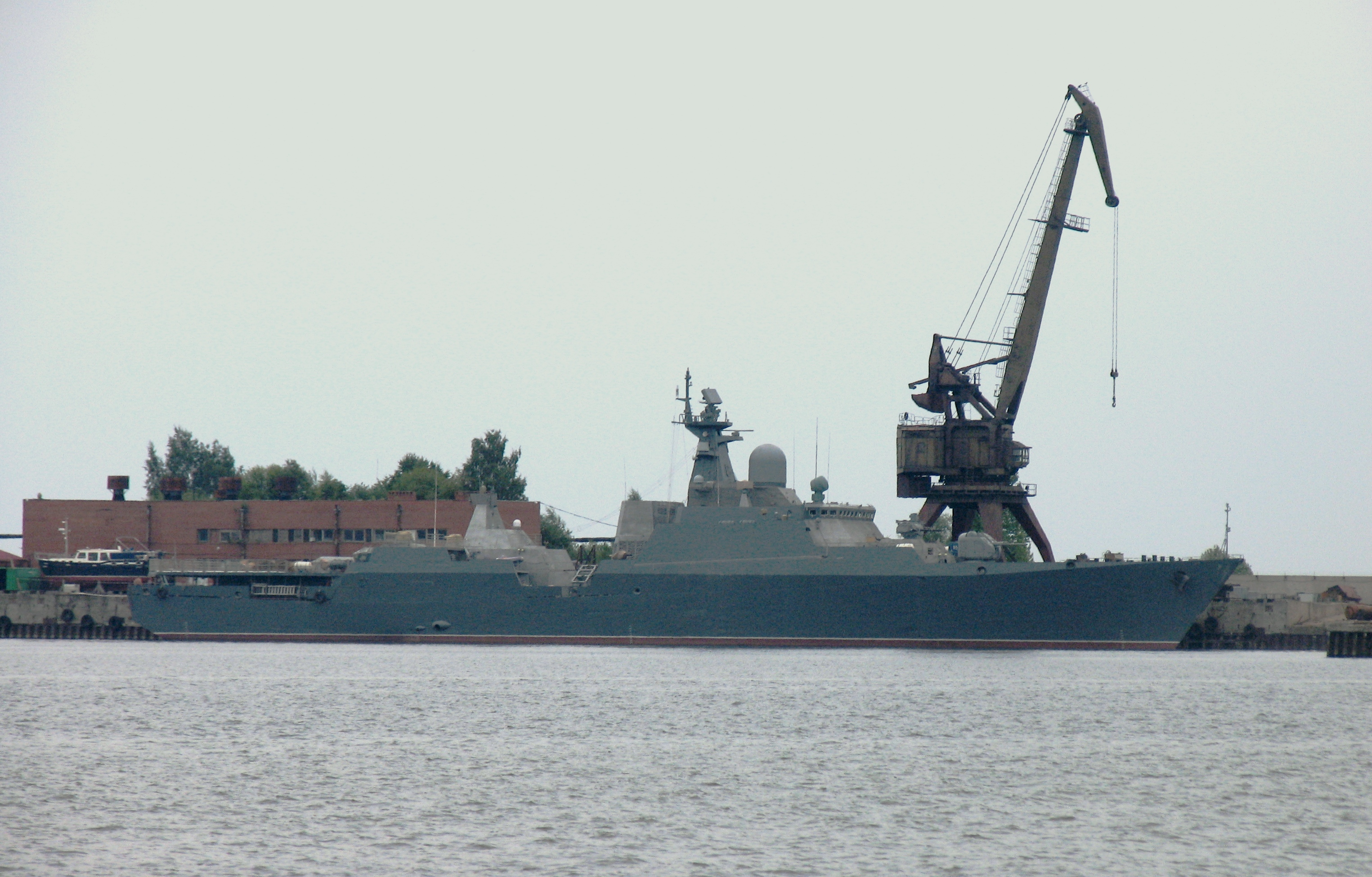
21世紀購買的獵豹級護衛艦

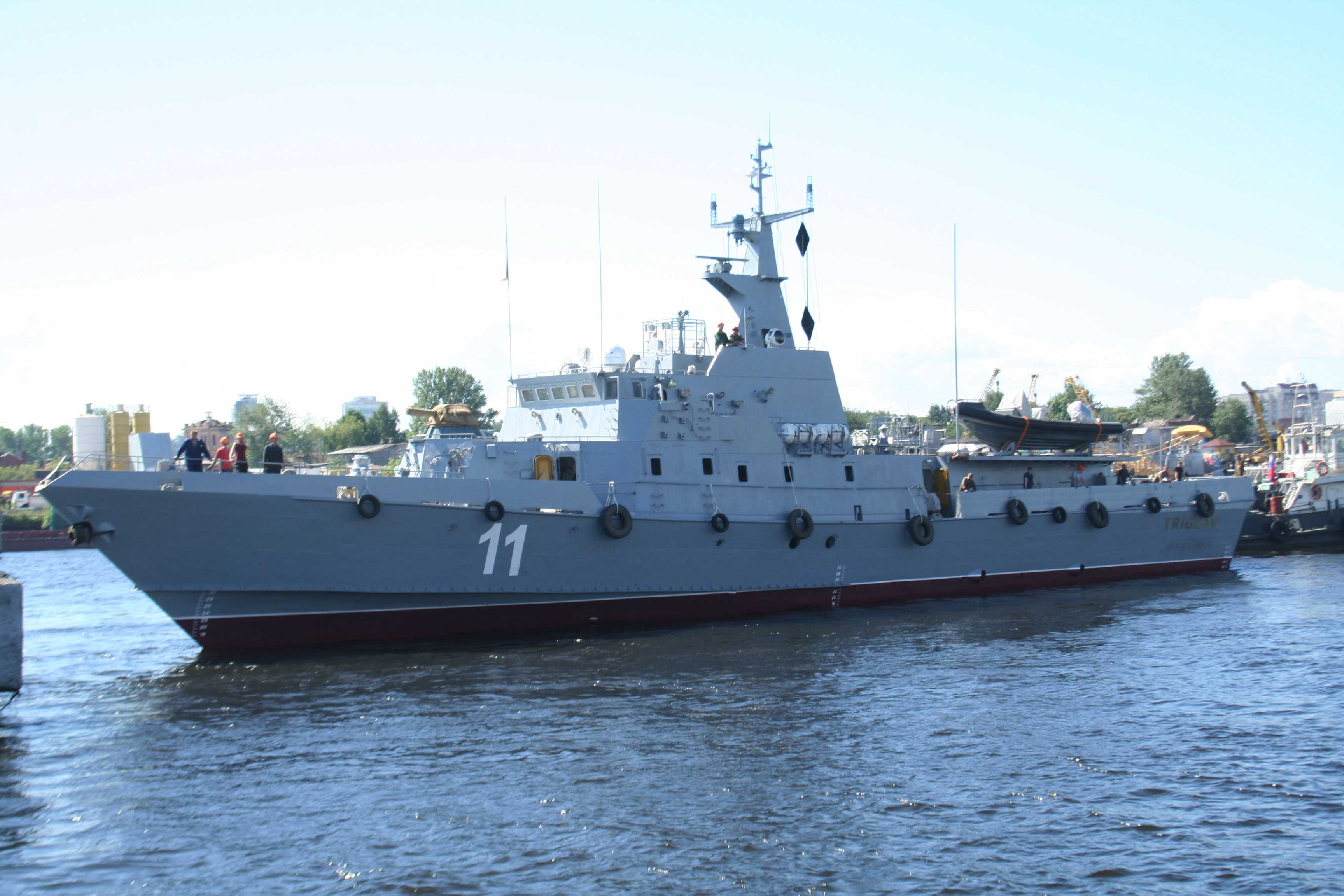
斯维特里雅克级巡邏艇

越南海軍艦艇包括護衛艦、巡邏艦、掃雷艦、飛彈快艇、潛艇。
- 越南人民海軍：
- 總兵力4.2萬人（其中包括3万人的海岸警卫队）
- 水面作战艦艇120艘
- 輔助艦艇50餘艘
- 潛艦8艘
- 直升機20多架

- 護衛艦：
  - 別佳級護衛艦：5艘自朝鲜購買
  - 巴奈加特級護衛艦：1艘，美製，较少使用
  - 獵豹級護衛艦：自俄羅斯購買，2艘於2009年服役，另有2艘在越南建造中

- 巡邏艦：
  - 圖利亞級鱼雷艇：25艘自朝鲜購買
  - 波克級快艇：18艘自朝鲜購買，用于反潜作战，与黄蜂型导弹艇使用同一艇体

- 飛彈快艇：
  - 毒蜘蛛III級飛彈快艇：6艘自俄羅斯購買，
  - 閃電級飛彈快艇：6艘自俄羅斯購買
  - 黃蜂級飛彈快艇：12艘，为中国提供的021型导弹艇
  - 蚊子級飛彈快艇：4艘，为中国提供的024型导弹艇

- 两栖舰艇：
  - 079型中型登陆舰
  - 北方级中型登陆舰：自波兰购买

- 潛艇：
  - 基洛級潛艇：6艘自俄羅斯購買
  - 微型潛艇：
  - 南聯級潛艇：两艘自朝鲜購買，用於人員登入及軍艦油彈補給
  - 鲨鱼級潛艇：自朝鲜購買
  - 鲑鱼級潛艇：自朝鲜購買

- 直升機：
  - Ka-25：7架
  - Ka-27：12架